# Variable Gamma Cassiopeiae

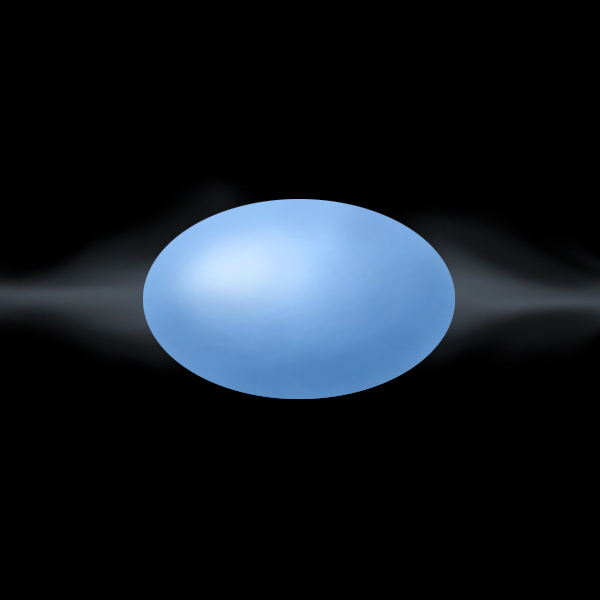
Dibuix d'Achernar, l'estrella variable gamma cassiopeiae més brillant com es veu des de la Terra

Una variable gamma cassiopeiae és un tipus d'estrella variable, que presenta unes característiques que indiquen la presència d'un disc de gas circumestel·lar al voltant del seu equador; a més, exhibeix unes variacions irregulars en la seva lluminositat, provocades per l'expulsió de matèria de l'estrella.
Aquestes estrelles són típicament del tipus espectral B de la seqüència principal o estrelles gegants, i les fluctuacions de llur claror poden ser de fins a 1,5 magnituds, a causa de la ràpida rotació i al disc que en contribueix també a les particularitats espectrals. La velocitat de rotació varia entre els 200–250 km, no gaire allunyat del punt en què l'acceleració de la rotació afectaria l'estrella.

## Subtipus
Les estrelles variables gamma cassiopeiae es divideixen en quatre categories:
- Estrella Be primerenca de tipus espectral de 07.5 a B2.5,
- Estrella Be mitjana de tipus B3 a B6.5,
- Estrella Be tardana de tipus B7 a B9.5, i
- Estrelles variable gamma cassiopeiae A-F, que varien de A0 a F5.

L'espectre varia a llarg termini, i el tipus primerenc pot canviar i exhibir un espectre tipus Be o un espectre Be habitual. Totes les variables gamma cassiopeiae presenten emissió ampliada en comptes de línies d'absorció en l'espectre, com passa amb altres estrelles; per tant, les estrelles variables gamma cassiopeiae mostren línies d'emissió d'hidrogen de la sèrie de Balmer on una estrella normal B mostra absorció. Els tipus més primerencs mostren emissió de He I i normalment Fe II; les més tardanes mostren emissió de Ca II i Ti II. Es pensa que aquestes estrelles es troben en un punt entre la seqüència principal i la mida d'estrella gegant, encara que la classe exacta no està clara a causa de l'emissió general ampliada produïda per la rotació.

## Exemples
El seu nom deriva de l'estrella Gamma Cassiopeiae, que n'és l'exemple més destacat. L'exemple més brillant n'és Achernar. Una de peculiar és HR 2309 –una estrella de línia punxeguda que indica una estructura d'anell petita i ben definida. D'altres exemples inclouen:
| Nom         | Nomenclatura de Bayer | Tipus espectral | Magnitud aparent |
| ----------- | --------------------- | --------------- | ---------------- |
| Tsih        | Gamma Cassiopeiae     | B0.5 IVe        | 1,60 - 3,00      |
|             | Eta Centauri          | B1.5 IVe        | 2,30 - 2,41      |
|             | Delta Centauri        | B2 IVne         | 2,51 - 2,65      |
| Phact       | Alfa Columbae         | B7 IVe          | 2,62 - 2,66      |
| Gomeisa     | Beta Canis Minoris    | B8 Ve           | 2,84 - 2,92      |
|             | Zeta Tauri*           | B2 IV           | 2,88 - 3,17      |
|             | Kappa Canis Majoris   | B1.5 IVe        | 3,78 - 3,97      |
| EW Lacertae |                       | B4 IIIpe        | 5,22 - 5,48      |

* Zeta Tauri també és una binària eclipsant.